# Liste der Baudenkmale in Barnstorf
In der Liste der Baudenkmale in Barnstorf sind alle Baudenkmale der niedersächsischen Gemeinde Barnstorf aufgelistet. Die Quelle der Baudenkmale ist der Denkmalatlas Niedersachsen. Der Stand der Liste ist der 20. März 2021.

## Allgemein
In den Spalten befinden sich folgende Informationen:
- Lage: die Adresse des Baudenkmales und die geographischen Koordinaten. Kartenansicht, um Koordinaten zu setzen. In der Kartenansicht sind Baudenkmale ohne Koordinaten mit einem roten Marker dargestellt und können in der Karte gesetzt werden. Baudenkmale ohne Bild sind mit einem blauen Marker gekennzeichnet, Baudenkmale mit Bild mit einem grünen Marker.
- Bezeichnung: Bezeichnung des Baudenkmales
- Beschreibung: die Beschreibung des Baudenkmales. Unter § 3 Abs. 2 NDSchG werden Einzeldenkmale und unter § 3 Abs. 3 NDSchG Gruppen baulicher Anlagen und deren Bestandteile ausgewiesen.
- ID: die Objekt-ID des Baudenkmales
- Bild: ein Bild des Baudenkmales, ggf. zusätzlich mit einem Link zu weiteren Fotos des Baudenkmals im Medienarchiv Wikimedia Commons. Wenn man auf das Kamerasymbol klickt, können Fotos zu Baudenkmalen aus dieser Liste hochgeladen werden:

## Barnstorf

### Gruppe: Kirchhof Barnstorf
Die Gruppe „Kirchhof Barnstorf“ hat die ID 34626791.

| Lage                                    | Bezeichnung | Beschreibung | ID       | Bild           |
| --------------------------------------- | ----------- | --- | -------- | -------------- |
| Kirchstraße 52° 42′ 42″ N, 8° 30′ 11″ O | Kirche      | Spätromanische Saalkirche in Backstein von 1264 mit achteckigem Turm, Taufbecken von 1680, Kanzel Werke als Schnitzkunst des Barocks | 34426089 | Weitere Bilder |
| Kirchstraße 52° 42′ 41″ N, 8° 30′ 10″ O | Kirchhof    | | 34426290 |                |
| Kirchstraße 52° 42′ 42″ N, 8° 30′ 11″ O | Grabsteine  | | 34426336 |                |

### Gruppe: Villa an der B 51
Die Gruppe „Villa an der B 51“ hat die ID 34629570.

| Lage                                              | Bezeichnung | Beschreibung | ID       | Bild |
| ------------------------------------------------- | ----------- | ------------ | -------- | ---- |
| Osnabrücker Straße 12 52° 42′ 35″ N, 8° 30′ 1″ O  | Villa       |              | 34426241 | BW   |
| Osnabrücker Straße 12 52° 42′ 34″ N, 8° 29′ 59″ O | Garten      |              | 34426312 | BW   |

### Gruppe: Friedhofsanlage Am Rosengarten
Die Gruppe „Friedhofsanlage Am Rosengarten“ hat die ID 34626775.

| Lage                                      | Bezeichnung | Beschreibung                                                       | ID       | Bild           |
| ----------------------------------------- | ----------- | ------------------------------------------------------------------ | -------- | -------------- |
| Am Rosengarten 52° 42′ 25″ N, 8° 30′ 0″ O | Friedhof    | Jüdischer Friedhof mit 12 erhaltenen Grabsteinen von 1876 bis 1936 | 34425980 | Weitere Bilder |

### Einzelbaudenkmale
| Lage                                         | Bezeichnung     | Beschreibung      | ID       | Bild |
| -------------------------------------------- | --------------- | ----------------- | -------- | ---- |
| Lange Straße 7 52° 42′ 33″ N, 8° 30′ 20″ O   | Wohnhaus        |                   | 34426151 | BW   |
| Bahnhofstraße 14 52° 42′ 29″ N, 8° 30′ 30″ O | Wohnhaus        |                   | 34426049 | BW   |
| Bahnhofstraße 16 52° 42′ 28″ N, 8° 30′ 31″ O | Wohnhaus        |                   | 34426069 | BW   |
| Bahnhofstraße 22 52° 42′ 27″ N, 8° 30′ 36″ O | Empfangsgebäude | Bahnhof Barnstorf | 34426007 | BW   |

## Aldorf

### Einzelbaudenkmale
| Lage                                  | Bezeichnung              | Beschreibung | ID       | Bild |
| ------------------------------------- | ------------------------ | ------------ | -------- | ---- |
| Aldorf 17 52° 44′ 48″ N, 8° 28′ 52″ O | Wohn-/Wirtschaftsgebäude |              | 34425940 | BW   |